# محمود علي عثمان
محمود علي عثمان المعروف باسم محمود عثمان هو سياسي عراقي كردي.

## حياته ونشأته
من مواليد محافظة السليمانية سنة 1938 انهى دراسة البكلوريس في كلية الطب في جامعة بغداد.
بعدها انضم إلى الحزب الديمقراطي الكردستاني وأصبح مصطفى البارزاني وبعد عام 1975 انضم إلى الحزب الاشتراكي الديمقراطي الكردستاني وأصبح رئيس الحزب سنة 1981 بعد اغتيال زعيمه صالح اليوسفي واستقال من الحزب سنة 1992 بعد خسارة حزبه ببرلمان كردستان وعدم مقدرتهم من نيل أي مقعد.

## مسيرته السياسية[3]
- 1954 - انضم للنضال الكردي
- 1962 - أصبح عضوا في الحزب الديمقراطي الكردستاني (الحزب الديمقراطي الكردستاني).
- 1968 - أصبح نائب مصطفى بارزاني التعامل مع الشؤون الخارجية للثورة.
- 1970 - كبير المفاوضين في اتفاق وقف إطلاق النار بين المنطقة الكردية وحزب البعث
- 1976- أسس الحزب الاشتراكي الديمقراطي الكردستاني مع صالح اليوسفي ورسول مامند وعادل مراد وسيد كاكا ومحمد حاجي محمود وعدنان المفتي
- 1981 - أصبح زعيم الحزب الاشتراكي الكردي
- 1992 - خسر في انتخابات إقليم كردستان
- 1992 - ذهب إلى المنفى فيالمملكة المتحدة
- 1995 - عودة أول من المنفى إلى المنطقة الكردية.
- 2001 - كان كبار السياسيين في محادثات السلام بين الحزب الديمقراطي الكردستاني (PDK) والاتحاد الوطني الكردستاني (PUK)
- 2003- أصبح عضوا في مجلس الحكم العراقي المؤقت
- 2004 - أصبح عضوا في الجمعية الوطنية العراقية.
- 2005 - أصبح رئيس قائمة التحالف الكردستاني في الانتخابات المقبلة.
- 2006 - انتخب عضوا في الجمعية الوطنية العراقية.
- 2010 - إعادة انتخاب عضو الجمعية الوطنية العراقية لمحافظة السليمانية
- 2010 - قيادة النائب لتشكيل الائتلاف الكردستاني لبغداد والذي يتكون من (الكردستاني قائمة، قائمة التغيير وخدمات وقائمة الإصلاح، الأطراف الإسلامية)
- 2014 اعتزل السياسة وأصبح متقاعدا

## روابط خارجية
- Who's who in post-Saddam Iraq